# Anna (テレビ番組)
『anna』（アンナ）とは、2018年10月10日から読売テレビで深夜に放送されている関西ローカルの情報番組である。

## 概要
「anna（アンナ）」は、関西ライフとトレンドを届けるトーク番組。関西エリアに住む女性のための“知って得する”情報をまとめたウェブメディア番組となっている。番組タイトルのアンナは女性の名ではなく、関西弁で思わず「あんなぁ！」と誰かに話したくなるというのが由来。
林マオ（読売テレビアナウンサー）が司会進行を務め、月替わりにannaアンバサダー（後述の各々3人ずつが月単位で出演）をゲストに招き、各回（5分）毎に１つのテーマを掲げトークや情報を発信する。

## 出演者

### MC
- 林マオ（読売テレビアナウンサー）（2019年3月28日 - ）
- 板東さえか（FM802 DJ）（2019年10月17日 - ）

#### 過去
- 虎谷温子（読売テレビアナウンサー）（2018年10月10日 - 2022年3月末）

### annaアンバサダー
※(初出演した年月)
- 渡辺由香（2018年10月）
- 渡邊智子（2018年10月）
- 正中雅子（2018年10月）
- 國貞玲奈（2018年11月）
- AI（2018年11月）
- 土居真優子（2018年11月）
- 玉垣多佳子（2018年12月）
- 星野明香（2018年12月）
- 各務カオリ（2018年12月）
- 芝本裕子（2019年1月）
- 簑島三佳（2019年1月）
- 中本千尋（2019年2月）
- 神頃智子（2019年2月）
- ERI（2019年2月）
- SAYU（2019年3月）
- YURI（2019年3月）
- 大橋あゆみ（2019年4月）
- sho.ko（2019年6月）
- megumi（2019年6月）
- mao（2019年9月）
- 川﨑利栄（2019年9月）
- 西村りつ子（2019年9月）
- 恩智愛（2019年10月）
- 林麻衣子（2019年10月）
- mikalino（2020年1月）
- ayako（2020年1月）
- 平井宏美（2020年2月）
- 田川紀子（2020年6月）
- 柴田麻未（2020年6月）
- 赤澤聖子（2020年7月）
- イトウユカ（2020年7月）
- 吉田ゆう子（2020年8月）